# Émile Desportes
Pour les articles homonymes, voir Desportes.
Émile Desportes (Pont-l'Évêque, 31 octobre 1878 - Méricourt, 1944) est un compositeur et chef d'orchestre français.

## Biographie
Émile Desportes fut d'abord avocat à Caen, puis professeur de musique et chef d'orchestre. Il étudie la composition avec Paul Dukas.
La plupart de ses compositions ont été écrites pour instruments à vent, mais il a également écrit des chansons et sa pièce la plus connue est Pastorale joyeuse pour flûte et guitare.
Émile Desportes est le père de Camille Desportes et de la musicienne Yvonne Desportes.